# Jean de Mandeville
Jean de Mandeville (auch Jehan de Mandeville, Johannes von Mandeville oder John (of) Mandeville, in englischen Übersetzungen auch John Maundevylle) nennt sich der unbekannte Verfasser einer zwischen 1357 und 1371 aus verschiedenen Quellen zusammengestellten französischsprachigen Schilderung einer Reise ins „Heilige Land“, den Fernen Osten und das Königreich des Priesterkönigs Johannes.

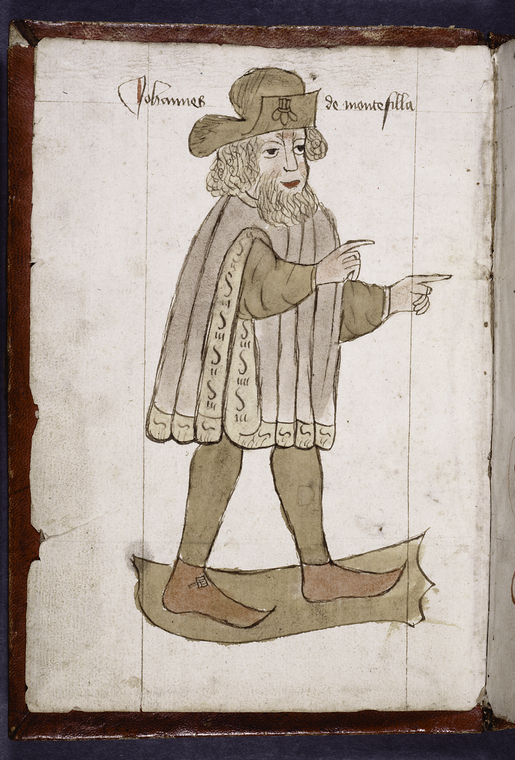
Johannes de Montefilla, Handschrift des Jahres 1459, New York Public Library

## Das Werk
Die romanhafte Reiseschilderung in Ich-Form trägt im Original keinen Titel. Sie verbreitete sich unter Bezeichnungen wie Livre (Buch), Reisen oder „Travels“ des Jean de Mandeville. Der spätmittelalterliche Autor ging in Anlehnung an Claudius Ptolemäus und seine Geographia von einer Kugelgestalt der Erde aus, wenn er deren Umfang auch um etwa ein Drittel unterschätzte. Er bietet eine von Märchen und Anekdoten durchsetzte Schilderung, die zahlreiche seit der Antike beliebte Motive aufgreift und auf die Unterhaltung des Lesers abzielt.

### Formale Struktur

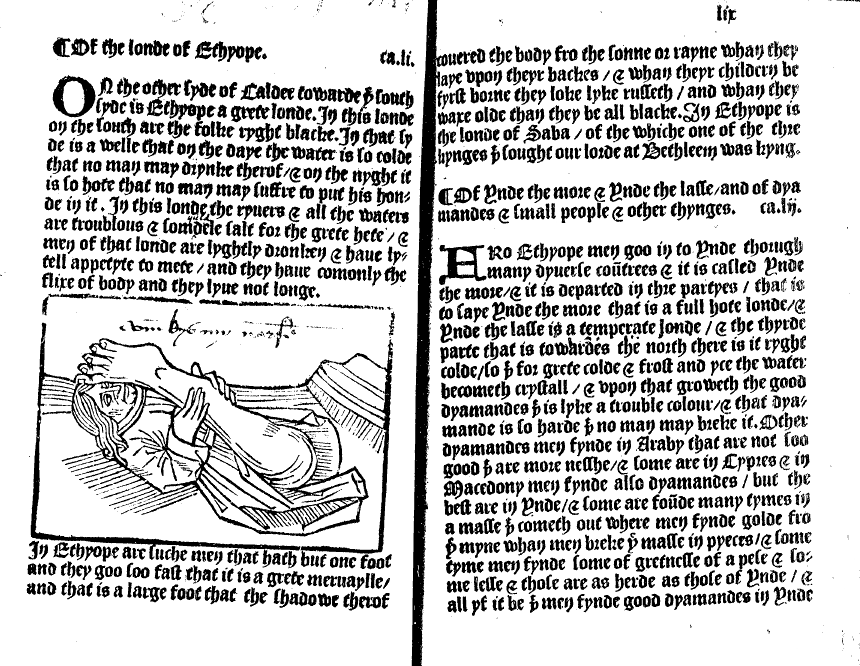
Zwei Seiten aus dem englischen Frühdruck des Jahres 1499, Äthiopien und Indien mit Abbildung eines Einfüßlers, der zeigt, wie er bei Hitze Schatten unter seinem großen Fuß findet.

Der Reisebericht gliedert sich in zwei nahezu gleich umfangreiche Teile. Den ersten bildet eine Schilderung der Pilgerwege nach Jerusalem und in den Nahen Osten (besonders zu den Heiligen Stätten und nach Kairo). Der zweite Teil enthält einen Bericht über eine Entdeckungsreise in den Mittleren Osten, Indien, die Inselwelt des Indischen Ozeans, China, Afrika, und das Reich des mongolischen Großkhans sowie in das Reich des mythischen Priesters Johannes. Je weiter sich die Beschreibung von Europa entfernt, desto fantastischer werden die beschriebenen Länder und Phänomene: So berichtet er etwa von Menschen, die in Äthiopien leben und nur einen großen Fuß haben, auf dem sie behände rennen und den sie bei Sonne und Regen zum Schutz über sich halten.
Der Text deckte ein breites Spektrum bekannter „Historien“ mit Berichten über ikonographisch vertraute Wundertiere ab, wie den Phönix, mit Berichten aus der Heilsgeschichte, der Geschichte der Märtyrer und Informationen über seit der Antike bekannte geographische „Wunder“.

### Wertungen
Die Wertungen des Autors gegenüber fremden Kulturen und Gebräuchen sind äußerst zurückhaltend: Der Mensch darf sich über keines der Völker der Erde entrüsten aufgrund deren unterschiedlicher Gesetze, noch über sie richten noch für sie beten, denn wir wissen nicht, welche davon Gott liebt und welche davon Gottes Hass fürchten müssen. Denn ER möchte nicht, dass irgendeinem seiner Geschöpfe Böses widerfährt.

## Biographie und Fiktion
Inwieweit die internen Angaben über die Person ihres Verfassers der Realität entsprechen, ist nicht klar. Die überlieferten biographischen Informationen sind widersprüchlich. Möglicherweise gehört auch die Abstammung Mandevilles aus einem englischen Rittergeschlecht, die Geburt in St Albans und der Aufbruch aus England 1322 zur literarischen Fiktion. Hinter dem Pseudonym aber steht offensichtlich ein Mensch von hoher Kultur, Bildung und umfangreichem Wissen.

### Angaben im Werk
Folgt man den Angaben des Reiseberichts, dann verließ Mandeville, Ritter aus St Albans, England 1322 mit dem Ziel einer Pilgerreise in das heilige Land. 1343 ließ er sich, nach Europa zurückgekehrt, in Lüttich nieder und begab sich, gichtkrank, in die Pflege eines ihm bereits aus Kairo bekannten Arztes: „Johann der Bärtige“, der ihn anhielt, einen Reisebericht niederzuschreiben. Dies sei 1356/57 geschehen, so eine frühe lateinische Ausgabe, die in diesen Angaben jedoch über die vorangegangene französische hinausgeht, die den Text auf das Jahr 1371 datiert, und mit einem medizinischen Text über die Pest zusammenbindet, als dessen Autor ein gewisser „Jehan de Bourgoigne autrement dit à la Barbe“, Bürger Lüttichs, genannt wird.

### Angaben aus anderer Quelle
Jean d’Outremeuse (1338–1400), ein wiederum keineswegs zuverlässiger Chronist Lüttichs, verbreitete in seinem Myreur des Histors, 11, dass ein Mann, der nur als „Jehan de Bourgogne oder Jean à la Barbe“ bekannt sein wollte, ihm auf seinem Sterbebett 1372 anvertraut habe, er sei in Wirklichkeit John de Mandeville gewesen, „comte de Montfort en Angleterre et seigneur de l’isle de Campdi et du chateau Perous“. 1322 habe er vor einer gerichtlichen Verfolgung fliehen müssen.
Die Aussagen von Outremeuse sind widersprüchlich und offenbaren, dass er selbst an dem Mythos Mandeville strickte, was die Verfasser der Cambridge History of English and American Literature wiederum mutmaßen ließ, d’Outremeuse könne selbst der Autor gewesen sein. Dagegen argumentierte M. C. Seymour unter Verweis auf Jean le Long, Mönch der Benediktinerabtei St. Bertin, dessen Schriften unter jenen auftauchen, die der Autor weiterverarbeitete.

## Rezeptionsgeschichte

### Mittelalter

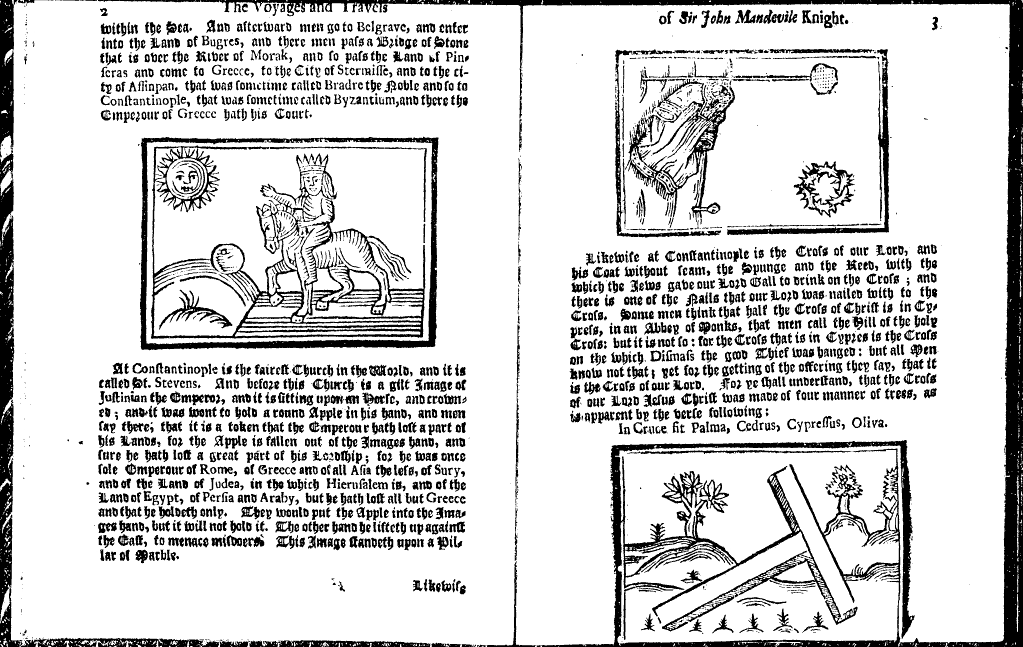
In ungebrochener Tradition des Frühdrucks: Seiten aus einer englischen Ausgabe des Jahres 1696 mit einigen der typischen ikonographischen Illustrationen

Mandevilles Reisebericht fand schnell weite Verbreitung und wurde ins Lateinische sowie alle geläufigen europäischen Sprachen übersetzt; ins Deutsche durch Otto von Diemeringen und Michel Velser. Heute sind noch über 200 Handschriften bekannt, davon 58 in deutscher, 57 in französischer, 49 in lateinischer, 36 in englischer, 15 in flämischer, 13 in italienischer, 8 in tschechischer, vier in dänischer, drei in irischer und zwei in spanischer Sprache. Darüber hinaus gibt es diverse Wiegendrucke.
Christoph Columbus kannte das Werk, ging davon aus, dass es eine reale Darstellung der Gegebenheiten sei, und legte es der Planung zu seiner Reise für den westlichen Weg nach Indien zugrunde. Das galt vor allem für die Vorstellung von der Erde als Kugel und den von John de Mandeville angegebenen Erdumfang.

### Frühe Neuzeit
Die Frühdrucke brachten den Titel in das Marktsegment, das heute unter dem Begriff „Volksbuch“ von der Forschung erfasst wird. Die Ausgaben blieben hier lange auf einem antiquierten Stand hinsichtlich Sprache und Druckbild: So wurde im Englischen Fraktur bis in das ausgehende 17. Jahrhundert benutzt, während damals Antiqua längst den Markt beherrschte. Die Illustrationen blieben grob. Die Leser rekrutierten sich aus der einfachen Kundenschicht, die den Text kannte und wegen der erbaulichen Historien und seiner Ausflüge in die Welt der Bibel und der sie begleitenden ikonographischen Überlieferung schätzte. Man fand hier die Erklärung zu vielem, was gotische Altäre abbildeten. Leser der gehobenen Schicht lasen inzwischen seriöse Reiseberichte in Ausgaben mit wissenschaftlichen Vorworten. Mit dem 17. Jahrhundert setzte eine kritische Diskussion des Wahrheitsgehalts der Reisen ein. Das einfache Publikum scheint sie davon unberührt weiter geschätzt zu haben.
Als Ende des 19. Jahrhunderts die enzyklopädische Arbeitsweise Mandevilles mit moderner Textkritik eingehend erforscht wurde, unterzog die Literaturwissenschaft das Werk einer vernichtenden Kritik und bezichtigte den Autor des durchgehenden Plagiats. Texte wie dieser zeigten die Geisteswelt des Mittelalters, die zu keinem kritischeren Urteil fähig gewesen sei und sich mit einer alte Texte ungeprüft kompilierenden Arbeitsweise zufriedengegeben habe.
Erst Mitte des 20. Jahrhunderts gelang eine Umorientierung der Bewertung. Jetzt wurden die Reisen als einer der ersten fiktionalen Reiseromane gesehen, eine Einordnung, die allerdings an der spätmittelalterlichen und frühneuzeitlichen Lektürepraxis vorbeigeht. Der Text wurde weder zum Zeitpunkt seiner größten Popularität im 15. Jahrhundert noch im 18. Jahrhundert von dem damals ihn bevorzugenden Publikum als Fiktion betrachtet. Der Bericht war als authentisch zu lesen geschrieben und wurde so auch aufgenommen. Er sollte seine Wirkung in dem Staunen über die Wunder der Schöpfung und der Heilsgeschichte entfalten.

### Primärliteratur
- Jean de Mandeville: Reisen. Reprint der Erstdrucke der deutschen Übersetzungen des Michel Velser (Augsburg, bei Anton Sorg, 1480) und des Otto von Diemeringen (Basel, bei Bernhard Richel, 1480/81), hg. und mit einer Einleitung versehen von Ernst Bremer und Klaus Ridder. Olms, Hildesheim u. a. 1991, ISBN 3-487-09430-4 [=Deutsche Volksbücher in Faksimiledrucken. Reihe A, 21].
- Sir John Mandevilles Reisebeschreibung. In deutscher Übersetzung von Michel Velser. Nach der Stuttgarter Papierhandschrift Cod. HB V 86, hg. von Eric John Morrall. Berlin 1974 [Deutsche Texte des Mittelalters, 66].
- Itinerarium Orientale. Mandeville’s Reisebeschreibung in mittelniederdeutscher Übersetzung. Mit Einleitung, Varianten und Glossar hg. v. Sven Martinsson. Lund 1918.

### Neuhochdeutsche Übersetzungen
- John Mandeville: Reisen des Ritters John Mandeville vom Heiligen Land ins ferne Asien: 1322–1356. Aus dem Mittelhochdt. übers. und hrsg. von Christian Buggisch. Ed. Erdmann, Lenningen 2004, ISBN 3-86503-010-6
- Das Reisebuch des Ritters John Mandeville. Ins Neuhochdeutsche übertragen und eingeleitet von Gerhard E. Sollbach. Frankfurt am Main 1989.
- Johann von Mandeville: Von seltsamen Ländern und wunderlichen Völkern. Ein Reisebuch von 1356. Herausgabe, Bearbeitung und Übertragung aus dem Mittelhochdeutschen von Gerhard Grümmer. Leipzig 1986.
- John Mandeville: Die Reisen des Ritters John Mandeville durch das Gelobte Land, Indien und China. Bearbeitet von Theo Stemmler, nach der deutschen Übersetzung des Otto von Diemeringen; unter Berücksichtigung der besten französischen und englischen Handschriften. Stuttgart 1966.
- The Marvellous Adventures of Sir John Maundevile Kt. Being his Voyage and Travel which treateth of the Way to Jerusalem and of the Marvels of Ind with other Islands and Countries. Edited and profusely illustrated by Arthur Layard. With a Preface by John Cameron Grant. Westminster Archibald Constable & Co. 1895

### Sekundärliteratur
- Reinhard Berron: Einige Bemerkungen zu übersetzten Namen in der Diemeringen-Version von Mandevilles ‘Reisen’. In: Christiane Ackermann u. Ulrich Barton (Hrsg.): „Texte zum Sprechen bringen.“ Philologie und Interpretation. Festschrift für Paul Sappler. Tübingen 2009, S. 219–229.
- Ernst Bremer: Artikel Mandeville, Jean de (John, Johannes von). In: Verfasserlexikon., Bd. 5, Sp. 1201–1214.
- Josephine Waters Bennett: The rediscovery of Sir John Mandeville, New York: MLA, 1954
- Christiane Deluz, Le livre de Jehan de Mandeville. Une «Géographie» au XIV. siècle; Louvain-La-Neuve: Institut d’Etudes Médiévales, 1988
- W. Günther Ganser: Die Niederländische Version der Reisebeschreibung Johanns von Mandeville. Rodopi / Amsterdam, 1985
- Birthe Koch: MANDEVILLE, Sir John (auch Jean de Mandeville). In: Biographisch-Bibliographisches Kirchenlexikon (BBKL). Band 5, Bautz, Herzberg 1993, ISBN 3-88309-043-3, Sp. 658–659 (Artikel/Artikelanfang im Internet-Archive).
- Klaus Ridder: Jean de Mandevilles „Reisen“. Studien zur Überlieferungsgeschichte der deutschen Übersetzung des Otto von Diemeringen; München, Zürich 1991
- Susanne Röhl: Der livre de Mandeville im 14. und 15. Jahrhundert. Untersuchungen zur handschriftlichen Überlieferung der kontinentalfranzösischen Version (= MittelalterStudien 6). München: Wilhelm Fink, 2004
- Miguel Ángel Ladero Quesada: Reale und imaginäre Welten: John Mandeville. In: Feliciano Novoa Portela (Hrsg.): Legendäre Reisen im Mittelalter. Stuttgart 2008, S. 55–76.
- Michael Charles Seymour: Sir John Mandeville; Aldershot: Variorum, 1993; ISBN 0-86078-371-5
- Rosemary Tzanaki: Mandeville’s Medieval Audiences. A Study on the Reception of the Book of Sir John Mandeville. 1371–1550; Burlington, Aldershot: Ashgate, 2003; ISBN 978-0-7546-0846-2